# Skeiða- og Gnúpverjahreppur
Skeiða- og Gnúpverjahreppur é um município da Islândia. Em 2021 tinha uma população estimada em 590 habitantes.